# 4-氰基苯乙腈
4-氰基苯乙腈是一种有机化合物，化学式为C9H6N2。它可由4-氰基溴苄和氰化钠在二甲基亚砜中反应制得。它和苯甲醛在催化下反应，可以得到4-氰基-α-亚苄基苯乙腈。